# SkyLine

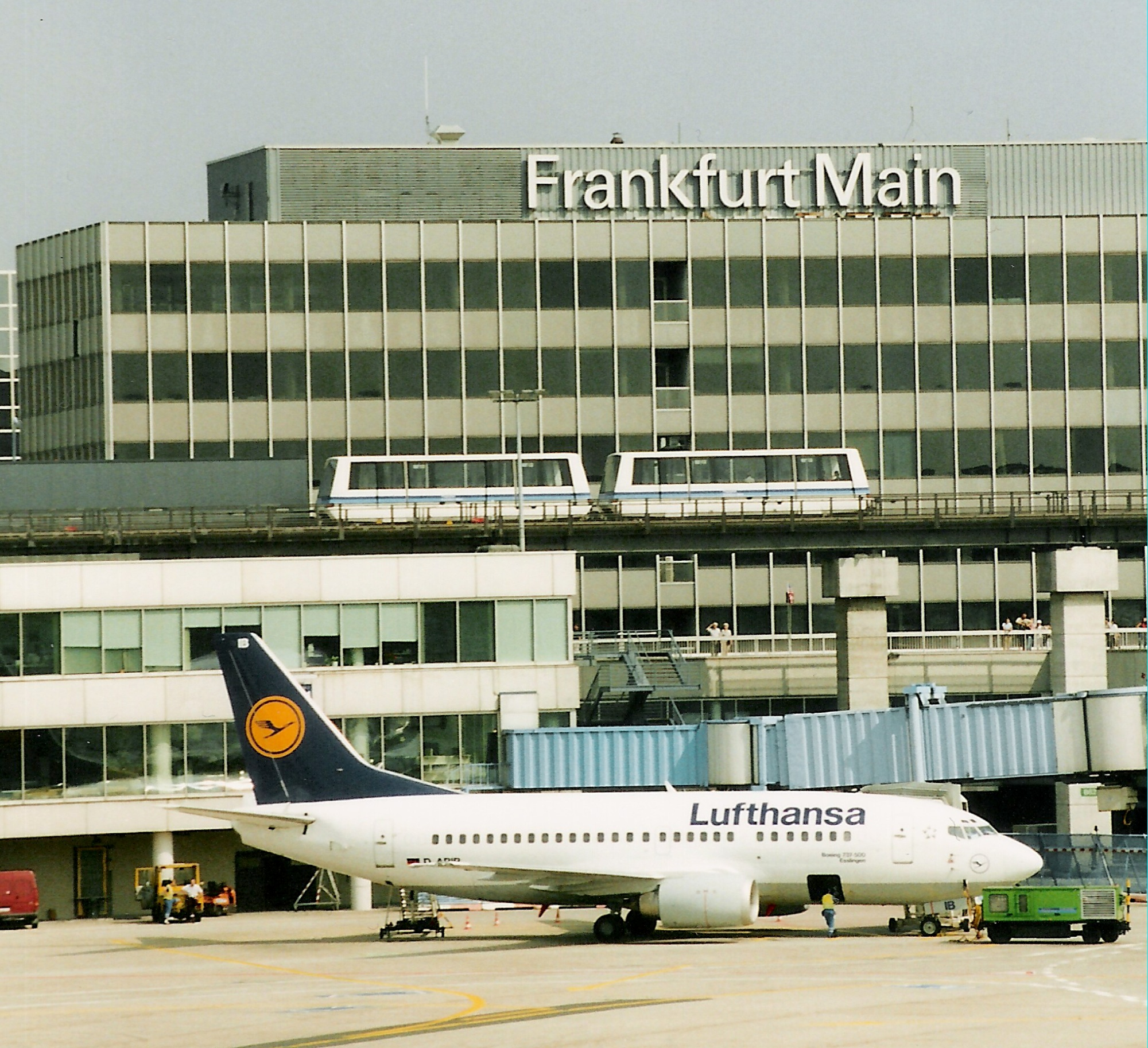
Die SkyLine-Hochbahn und eine Boeing 737 der Lufthansa

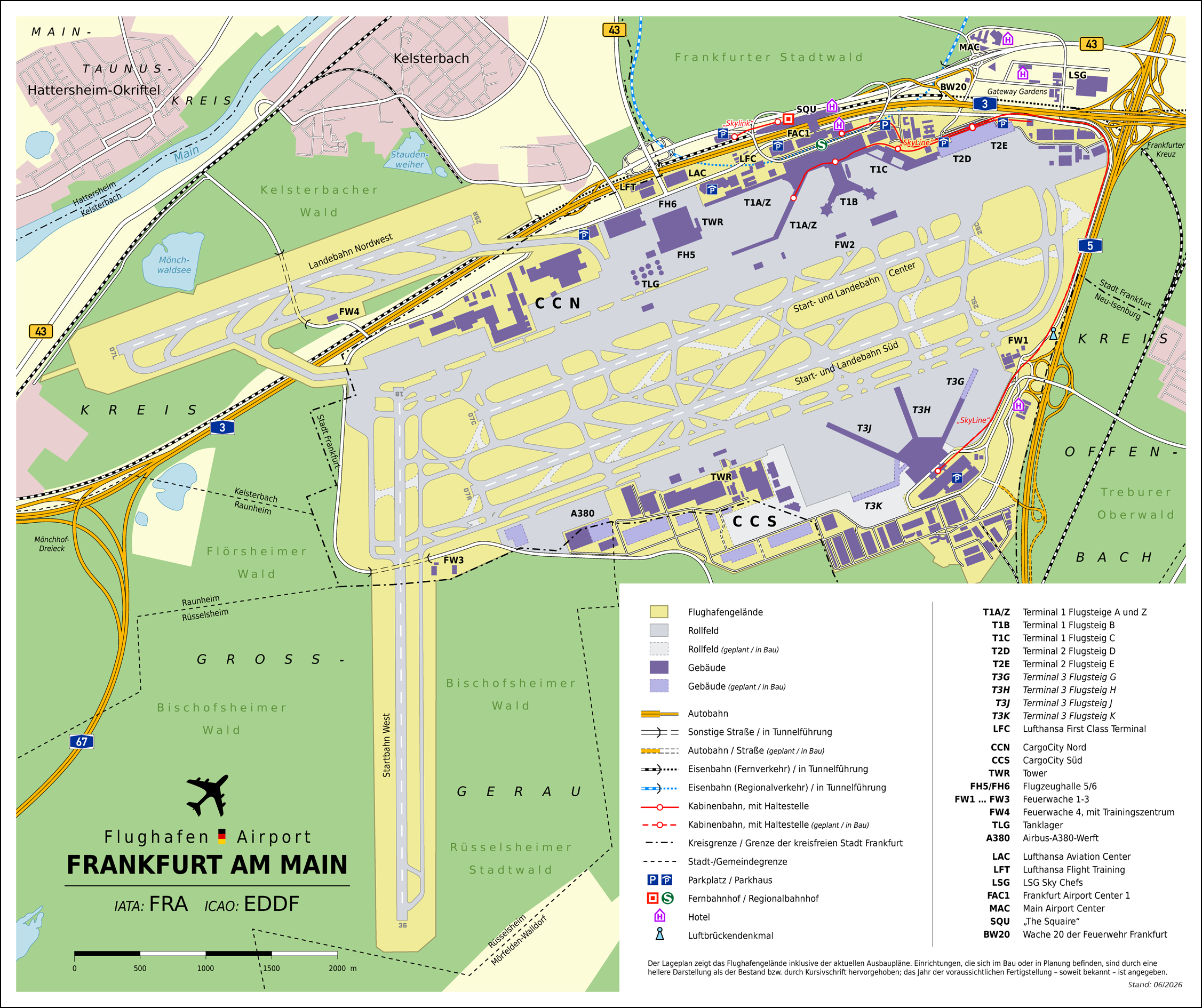
Lageplan des Flughafens Frankfurt mit rot eingezeichneter SkyLine

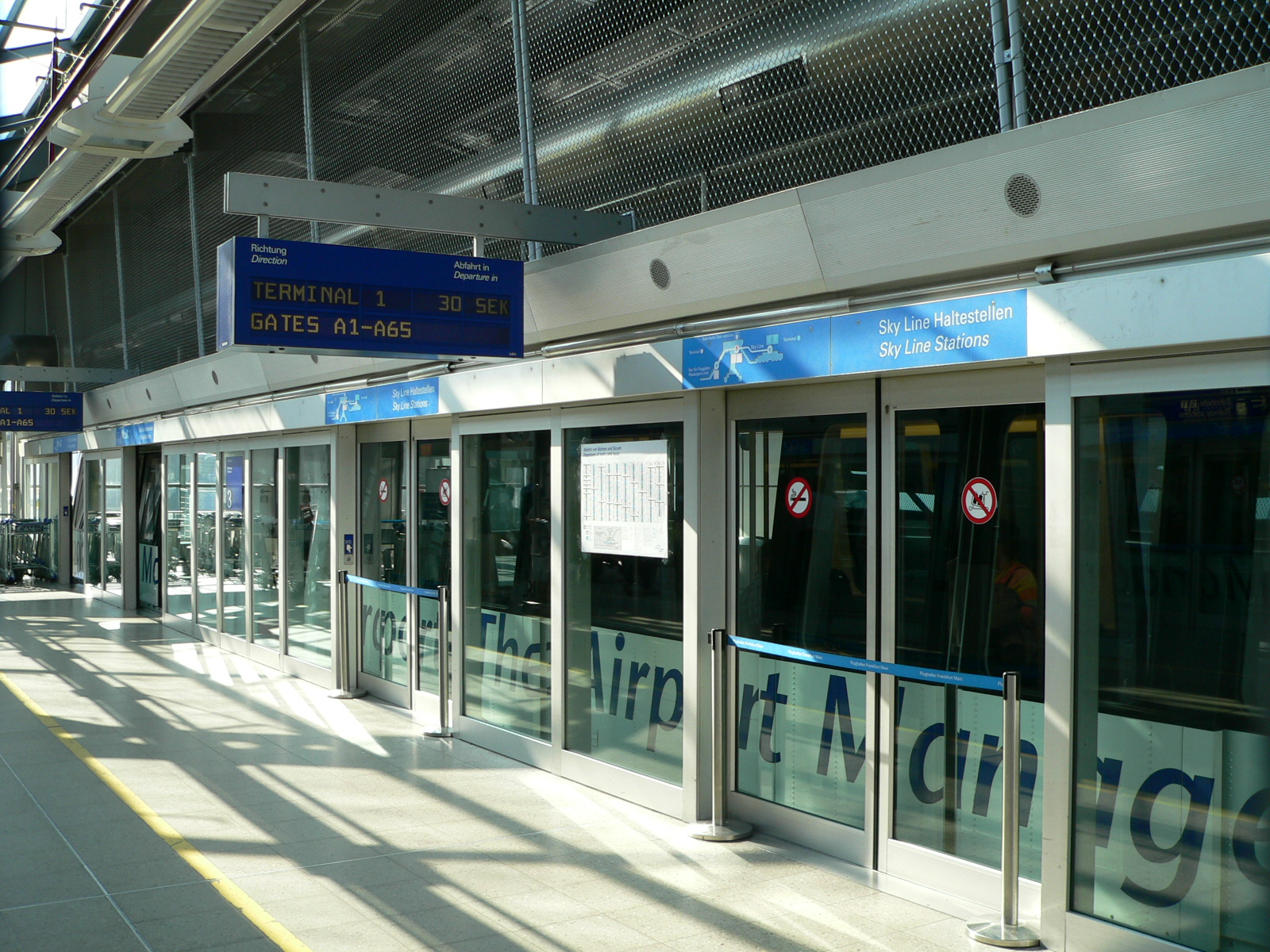
Eingang der SkyLine-Hochbahn mit Bahnsteigtür

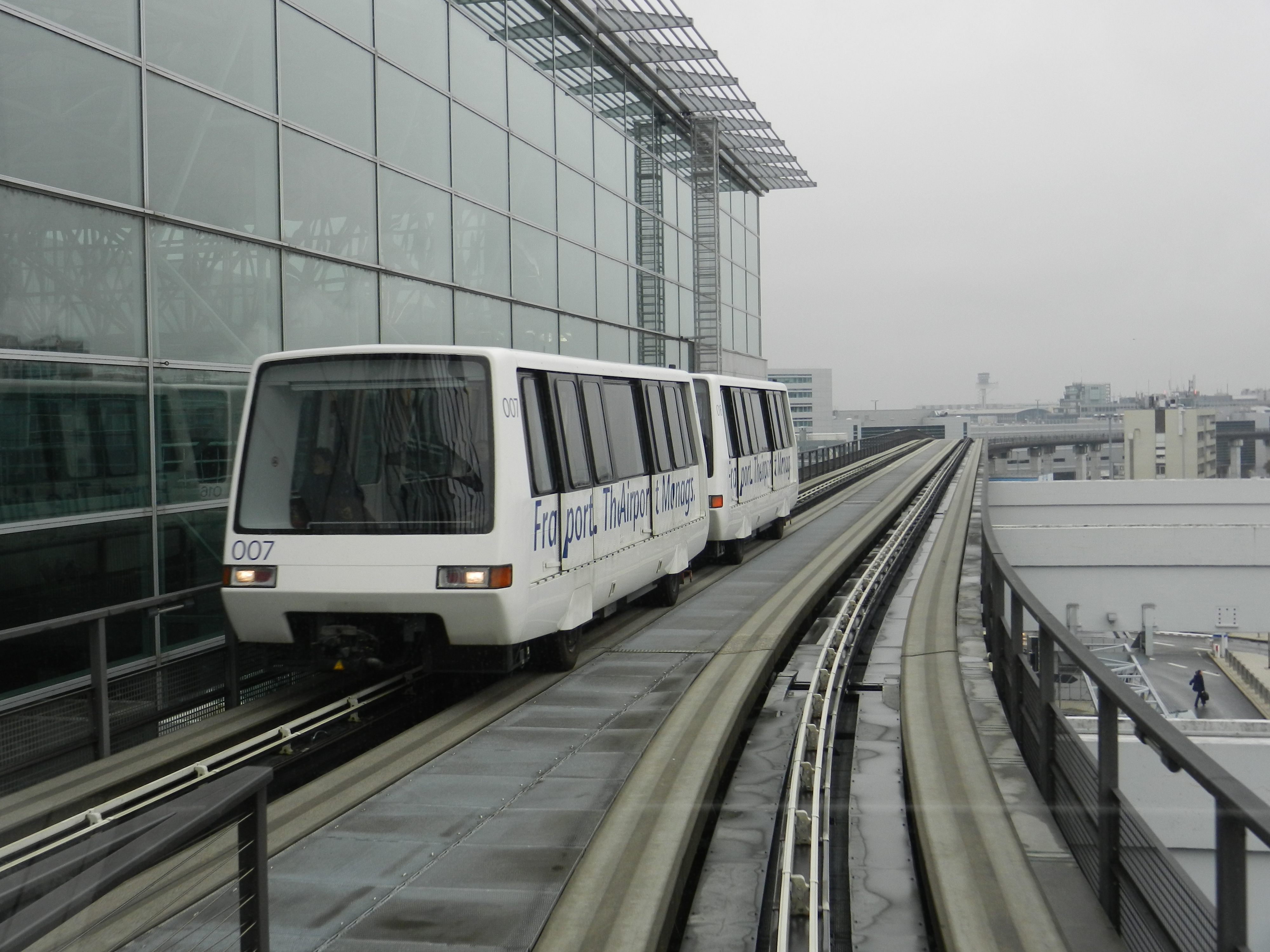
Fahrweg und Fahrzeugbegegnung

Die SkyLine ist ein als Hochbahn errichtetes, 1994 in Betrieb genommenes, vollautomatisches Personen-Transport-System vom Typ Adtranz CX-100 am Flughafen Frankfurt Main, das spurgeführt auf Gummirädern läuft.
Mitunter wird die Hochbahn mit der Skylink-Minimetro verwechselt, einem MiniMetro-System, das dort vollautomatisch den Komplex „The Squaire“ mit einem neunstöckigen Parkhaus verbindet.

## Streckenverlauf
Die Bahn verkehrt auf einer Ebene oberhalb der Abflugebene der Terminals 1 und 2 und ist zwischen den beiden Terminals aufgeständert. Anders als der Regionalbahnhof für die S-Bahn und andere Eisenbahnzüge war dieser „People-Mover“ beim Bau des Terminals 1 nicht vorgesehen und wurde auch erst mit dem Bau des zweiten Terminals erforderlich.
Die zweispurige Strecke ist 3,8 Kilometer lang, verfügt über sechs Weichen und besitzt vier Stationen (von Westen nach Osten):
- Terminal 1, Flugsteig A, Z
- Terminal 1, Flugsteig B (Übergang zum Regionalbahnhof und zum Fernbahnhof)
- Terminal 1, Flugsteig C (nur für Fluggäste)
- Terminal 2, Flugsteige D, E

Östlich der Station Terminal 2 befindet sich ein Depot mit Werkstatt.
Die Station Terminal 1, Flugsteig C wurde am 21. Juni 2017 eröffnet.

## Takt
Die SkyLine verkehrt in Zeiten hohen Passagieraufkommens alle 90–150 Sekunden, in der Schwachverkehrszeit etwa alle 3–5 Minuten. Die Station Terminal 1, Flugsteig A wird während der nächtlichen Flugbetriebspause nicht bedient. Die Benutzung ist kostenlos.

## System
Das System wurde 1994 von der AEG – später Teil von Adtranz – errichtet und befördert (Stand: 2000) rund zehn Millionen Fahrgäste pro Jahr.
Die SkyLine verkehrt automatisch und fahrerlos, an den Bahnsteigen verhindern Bahnsteigtüren, dass Fahrgäste auf die Fahrspur gelangen und nicht allgemein zugängliche Bereiche betreten. Zum Einsatz kommen 18 Fahrzeuge vom Typ Bombardier CX-100. Sie fahren ähnlich wie Busse mit luftgefüllten gummibereiften Rädern auf einer Betonfahrbahn, in deren Mitte eine Führungseinrichtung und zwei Stromschienen für die Zu- und Ableitung des Fahrstromes montiert sind. Jeder Wagen verfügt pro Seite über zwei zweiflügelige Türen. Die Höchstgeschwindigkeit beträgt 52 km/h. Der Antrieb erfolgt über zwei Gleichstrommotoren. Entgegen einem weitverbreiteten Gerücht handelt es sich jedoch nicht um die (ähnliche) Technik des in Frankreich entwickelten Systems VAL von Siemens Transportation.

## Trennung der verschiedenen Bereiche für Fluggäste und Besucher
Die Züge bestehen aus einem Transit- und einem Inland-Wagen. Der westliche Wagen ist für Besucher, Schengen-Umsteiger, Originärpassagiere und Begleiter vorgesehen. Der östliche Wagen ist dagegen nicht in den Schengenraum eingereisten Transferpassagieren (Umsteiger „Non-Schengen“–„Non-Schengen“) vorbehalten. Mit der Ausnahme der Station Terminal 1, Flugsteig C besitzen alle Stationen jeweils einen Mittel- und zwei Außenbahnsteige. Die Station Terminal 1, Flugsteig C ist nur für „Non-Schengen“ Passagiere. Nur der östliche Wagen öffnet in Fahrtrichtung links seine Türen. Beim westlichen Wagen bleiben die Türen geschlossen.
Die beiden Wagen öffnen ihre Türen nach verschiedenen Seiten. Der Bahnsteig auf einer Seite befindet sich im öffentlichen Terminalbereich, der andere im Transitbereich „Non-Schengen“. Da nicht in den Schengenraum eingereiste Personen befördert werden und die Trasse teilweise an nicht allgemein zugängliche Bereiche grenzt, ist die Bahnstrecke teilweise mit Stacheldrahtrollen umfriedet.
| Station                     | Ausstieg für „Schengen“         | Ausstieg für „Non-Schengen“     |
| --------------------------- | ------------------------------- | ------------------------------- |
| Terminal 1, Flugsteig A, Z  | links am Inselbahnsteig         | rechts an den Seitenbahnsteigen |
| Terminal 1, Flugsteig B     | links am Inselbahnsteig         | rechts an den Seitenbahnsteigen |
| Terminal 1, Flugsteig C     | kein Ausstieg                   | links am Inselbahnsteig         |
| Terminal 2, Flugsteige D, E | rechts an den Seitenbahnsteigen | links am Inselbahnsteig         |

## Ausbaupläne
Es ist geplant, eine von der bestehenden Trasse betrieblich unabhängige weitere Trasse zu errichten. Diese soll von einer Station „Fernbahnhof“, welche über dem Regionalbahnhof am Zugang zum Flughafen-Fernbahnhof errichtet werden soll, zunächst zum Terminal 1, Flugsteig C und führen, wo eine Umsteigemöglichkeit zwischen beiden Trassen für Transferpassagiere zwischen Terminal 1 und Terminal 3 geschaffen wird. Weiter soll diese zur bestehenden Station Terminal 2 führen, die bereits für eine Erweiterung baulich vorbereitet ist. Durch den Bau der zweiten Linie wird dieser Bahnhof zu einem Bahnhof mit 3 Inselbahnsteigen und 2 Seitenbahnsteigen. Östlich des Terminals 2 soll die neue Trasse entlang der A5 ebenerdig nach Süden zum Terminal 3 geführt werden, wo sie schließlich in einem Tunnel verläuft. Der Fahrweg der geplanten Trasse beträgt ca. 5,7 km. Bestandteil genehmigungsrechtlicher Verfahren ist bisher nur der Trassenabschnitt Terminal 2–Terminal 3. Die Inbetriebnahme der neuen Bahn ist für 2026 geplant.